# 松本生太
松本 生太（まつもと せいた、1880年4月19日 - 1972年7月29日）は、日本の弁護士、教育者。学校法人鎌倉女子大学を設立。

## 概要
岡山県上道郡浮田村（現岡山市東区）出身。京都帝国大学卒業後、1931年に日本大学教授となり、弁護士としても開業する。
1943年、後に京浜女子大学（現在の鎌倉女子大学）の前身となる京浜女子家政理学専門学校を横浜市神奈川区に設立した。日本私学短期大学協会会長、学校法人白鵬女子学院理事長、白鵬女子高等学校初代校長などを歴任した。特に、当初暫定的な制度として始まった短期大学を恒久化した1964年の学校教育法の改正（いわゆる「短大恒久化法案」）の前後には、日本私学短期大学協会会長として恒久化を進める運動を牽引した。後に、日本私学短期大学協会名誉会長の称を受けた。
息子の松本尚は、学校法人鎌倉女子大学の二代目理事長である。鎌倉女子大学では、松本生太を「学祖」、松本尚を「学父」と呼んでいる。

## 経歴
- 1880年 岡山県に生まれる[1]
- 1931年 日本大学法学部教授
- 1943年 京浜女子家政理学専門学校を設立
- 1959年 京浜女子大学（現在の鎌倉女子大学）を設立
- 1972年 死去。92歳没。